# 哈魯亞加特烏帕齊拉
哈魯亞加特乌帕齐拉是孟加拉国邁門辛縣的一个乌帕齐拉，位於邁門辛专区的邁門辛縣。。

## 人口
據1991年孟加拉國人口普查，哈魯亞加特共有戶數49,520戶，人口242339人。其中男性佔比50.68%，女性佔比49.32%；成年人口122,863人。該地7歲以上人口之平均識字率為22.8%。